# Cyzicus californicus
Cyzicus californicus är en kräftdjursart som först beskrevs av Alpheus Spring Packard 1883.  Cyzicus californicus ingår i släktet Cyzicus och familjen Cyzicidae. Inga underarter finns listade i Catalogue of Life.